# Vegaviana
Vegaviana és un municipi de la província de Càceres, a la comunitat autònoma d'Extremadura (Espanya). Està situat sobre el riu Árrago. Els seus habitants es dediquen principalment a l'agricultura de regadiu.
L'any 2005, va interposar un expedient de segregació municipal, constituint-se el 25 de juny de 2009, com a municipi independent de Moraleja.